# Après-ski

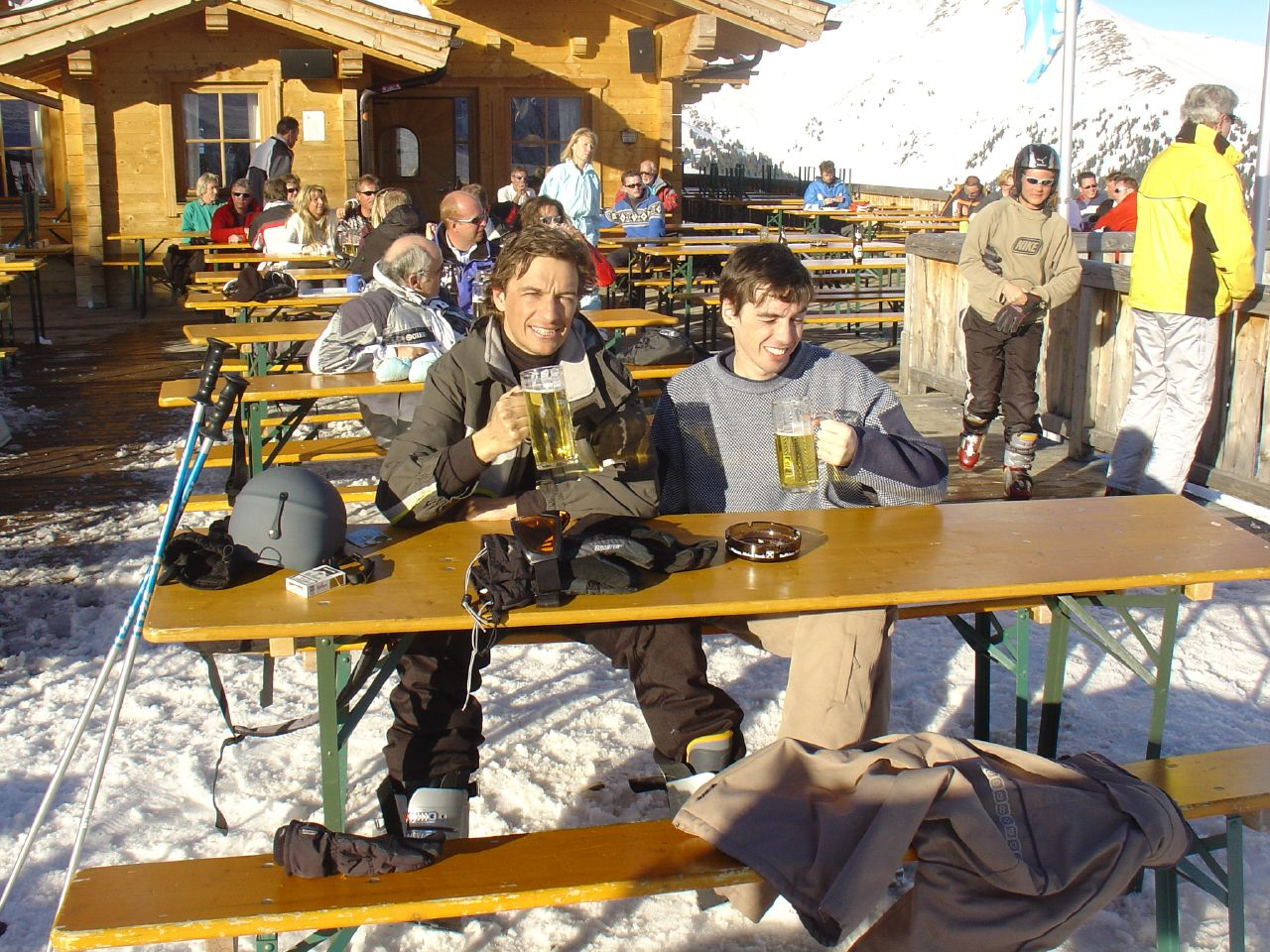
Après-ski in Gerlos, Tirol (Oostenrijk)

Après-ski (vertaling: na het skiën) verwijst naar uitgaan, drinken, dansen en feestvieren na het skiën. 
Oorspronkelijk verwees de Franse term naar het aantrekken van comfortabele sneeuwlaarzen na de oncomfortabele skischoenen. De term heeft zich echter geleidelijk uitgebreid naar alle sociale activiteiten na het skiën. Het is een populair gebruik om tijdens het après-skiën de skikleding (en vaak ook, ondanks de oorspronkelijke betekenis, de skischoenen) aan te houden. Verder moet de locatie stijlvol zijn: liefst een houten hut in chaletstijl met ski's of een jachttrofee aan de muur, bediening in Lederhosen, en een locatie dicht bij of op de piste. Een veel gehoord punt van kritiek is dat men bij een après-skihut op de piste terug naar de auto of hotel moet skiën: dit gebeurt dan met veel alcohol achter de kiezen met alle risico's van dien.
Met name in Oostenrijk heeft de après-ski een grote vlucht genomen.
In Nederland wordt après-ski ook wel als een muziekstijl beschouwd en zijn er speciale après-skihutten. Deze hebben echter niets met het gebruik na het skiën te maken, maar proberen enkel de sfeer na te bootsen. Ook een indoorskibaan kan soms voorzien zijn van een après-skihut, zodat mensen na het skiën op de skibaan ook de sfeer van après-ski kunnen proeven.